# Arenostola chimaera
Arenostola chimaera là một loài bướm đêm trong họ Noctuidae.